# Farooqa
Farooqa ou Farooka (en ourdou : فروکہ) est une ville pakistanaise située dans le district de Sargodha, dans le nord de la province du Pendjab. C'est la huitième plus grande ville du district. Elle est située à moins de cinquante kilomètres au sud-ouest de Sargodha.
La population de la ville a été multipliée par plus de quatre entre 1972 et 2017 selon les recensements officiels, passant de 5 972 habitants à 27 929. Entre 1998 et 2017, la croissance annuelle moyenne s'affiche à 2,2 %, un peu inférieure à la moyenne nationale de 2,4 %. Selon le recensement de 2023, la population de la ville monte à 36 704 habitants.
|            | 1972 (rec.) | 1998 (rec.) | 2017 (rec.) | 2023 (rec.) |
| ---------- | ----------- | ----------- | ----------- | ----------- |
| Population | 5 972       | 18 478      | 27 929      | 36 704      |